# Clover Studio
Clover Studio foi um estúdio japonês de desenvolvimento de jogos eletrônicos, fundado pela Capcom Japan. A Clover Studio produziu a série Viewtiful Joe para Nintendo GameCube: a conversão do primeiro jogo para PlayStation 2, ambas as versões de Viewtiful Joe 2 para GameCube e PlayStation 2, e os jogos para PlayStation 2 Okami e God Hand. O nome "clover" (em português, trevo) é supostamente uma abreviação de "creativity lover" (em português, "amante(s) de criatividade"); contudo, de acordo com a entrevista mais recente da Insert Credit com o CEO da Clover, Atsushi Inaba, o nome "Clover" deriva da sílaba da língua japonesa mi ("três") e ba ("folha") vindo dos nomes de Shinji Mikami e Astushi Inaba.
Em 12 de outubro de 2006, numa reunião da Capcom Co., Ltd Board of Directors foi resolvido a dissolução da Clover Studio. A dissolução ocorreu no fim de março de 2007. Todos as propriedades de dados da Clover voltaram ao terreno da Capcom, abrindo a possibilidade de novas seqüências dos jogos a serem lançadas. God Hand foi o último jogo desenvolvido pela Clover Studio.
A equipe de desenvolvimento da Clover reagrupou-se para formar a Seeds Inc., um novo grupo de desenvolvimento, que em outubro de 2007 fundiu-se com outra companhia para formar a Platinum Games.

## Jogos eletrônicos desenvolvidos pela Clover Studio
- Viewtiful Joe – (2004) (PlayStation 2 - Conversão do GameCube)
- Viewtiful Joe 2 – (2004) (GameCube)
- Viewtiful Joe 2 – (2004) (PlayStation 2)
- Viewtiful Joe: Red Hot Rumble – (2005) (GameCube)
- Viewtiful Joe: Double Trouble – (2005) (Nintendo DS)
- Viewtiful Joe: Red Hot Rumble – (2006) (PlayStation Portable)
- Ōkami – (2006) (PlayStation 2)
- God Hand – (2006) (PlayStation 2)